# Lola běží o život

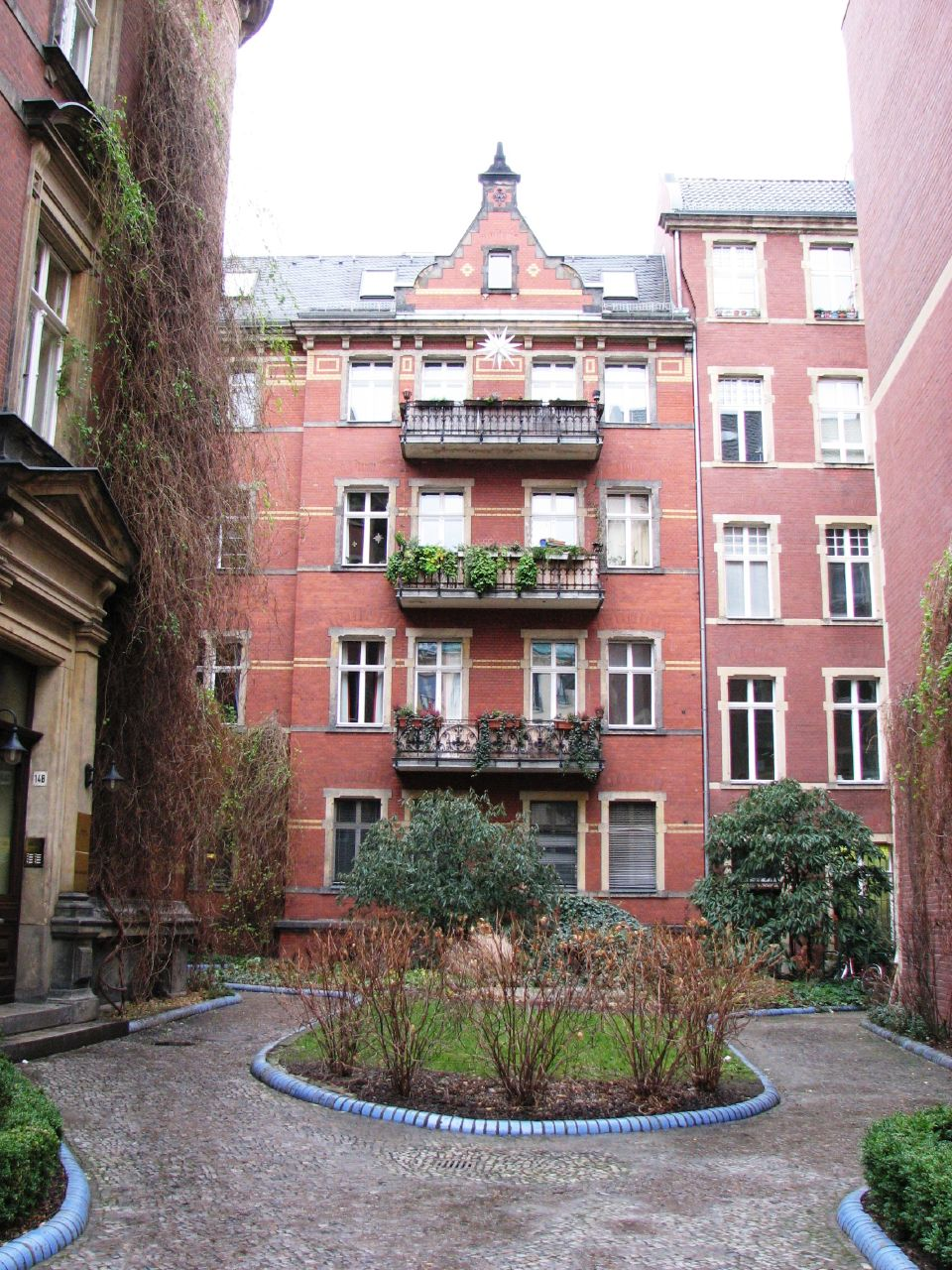
V tomto berlínském domě začínají všechny tři epizody

Lola běží o život (německy Lola rennt) je nekonvenční německý film režiséra Toma Tykwera z roku 1998, ve kterém se zkoumají paralelní světy a různé možnosti jednoho příběhu.

## Obsazení
| Franka Potente   | Lola            |
| Moritz Bleibtreu | Manni           |
| Herbert Knaup    | otec Loly       |
| Nina Petri       | paní Hansenová  |
| Armin Rohde      | pan Schuster    |
| Ludger Pistor    | pan Meier       |
| Beate Finkh      | pokladní Casina |
| Monica Bleibtreu | slepá paní      |

## Děj
Manni má za úkol doručit špinavé peníze za prodej diamantů. Lola ho měla odvézt z místa prodeje mopedem, ale ten jí ukradli, když si šla koupit cigarety. Manni jel tedy metrem. Při kontrole revizory zapomněl na sedadle tašku s penězi, kterou brzy našel vandrák.
Manni telefonuje Lole, že musí do dvaceti minut sehnat sto tisíc marek, jinak zemře. A Lola běží, aby mu pomohla. Sledujeme tři různé varianty, jak děj může pokračovat.

## Zajímavosti
Herečka Monica Bleibtreu (ve filmu hraje slepou paní, která nechala Mannimu telefonní kartu) je matka Moritze Bleibtreue, který hraje Manniho.
Film získal na festivalech desítky ocenění a mnoho nominací v různých kategoriích. V roce 2000 získal sošku Český lev jako nejlepší zahraniční film.